# Grand Tour (filme)
Grand Tour é um filme português de 2024, dos géneros aventura e comédia dramática, dirigido por Miguel Gomes e estrelado por Gonçalo Waddington, Crista Alfaiate, Teresa Madruga, Jani Zhao, Lang Khê Tran, Manuela Couto, João Pedro Bénard e Cláudio da Silva. O enredo segue um romance do início do século XX, com foco em Edward (Gonçalo Waddington), um funcionário público do império britânico que, de forma impulsiva, foge de sua noiva, Molly (Crista Alfaiate), no dia do casamento em Yangon, Birmânia.
O filme foi selecionado para a competição principal da 77.ª edição do Festival de Cinema de Cannes, no qual o cineasta Miguel Gomes venceu o prêmio de melhor diretor.

## Produção
Rodado com um orçamento de 4,5 milhões de euros, Grand Tour foi produzido pela companhia portuguesa Uma Pedra no Sapato, fundada pela cineasta Filipa Reis, em coprodução com Itália, França, Alemanha, China e Japão. Filmado em 16 mm, Miguel Gomes capturou imagens em viagens para países como Myanmar (antiga Birmânia), Vietnã, Tailândia e Japão, antes de realizar as filmagens com o elenco em estúdio, nas cidades de Roma e Lisboa.

## Lançamento
Grand Tour foi selecionado para competição oficial da Palma de Ouro no Festival de Cannes de 2024, onde ocorreu sua estreia mundial, em 22 de maio de 2024. O longa também foi selecionado para a competição do 71º Festival de Cinema de Sydney e para a apresentação de gala do 29º Festival Internacional de Cinema de Busan. Na América do Norte, sua estreia ocorreu em 5 de setembro de 2024, no Festival Internacional de Cinema de Toronto. Na Espanha, foi mostrado na Semana Internacional de Cine de Valladolid.
Sua estreia comercial nos cinemas portugueses aconteceu em 19 de setembro de 2024. A produtora do filme afirmou que os direitos foram vendidos para 65 países, tendo a The Match Factory como companhia responsável por negociar os direitos internacionais. A plataforma de streaming e distribuidora internacional Mubi adquiriu os direitos de distribuição para as Américas, Índia e diversos países europeus.

## Recepção

### Resposta da crítica
No website agregador de críticas Rotten Tomatoes, 92% das avaliações dos críticos são positivas. O consenso do site diz: "O diretor Miguel Gomes continua a alavancar as possibilidades do cinema para explorar a paixão e o tempo nesta aventura itinerante, ricamente realizada numa impressionante fotografia em preto e branco." O Metacritic, que utiliza uma média ponderada, atribuiu ao filme uma pontuação de 82 em 100, com base em dezessete críticas, indicando "aclamação universal".
Escrevendo do Festival de Cannes para a revista Variety, Jessica Kiang chamou o filme de "um diário de viagem encantador, revigorante, que abrange épocas e cruza continentes, mas que corre o sério risco de infectar você com o antídoto: uma dose potente de desejo de viajar pela vida". O veterano crítico de cinema do The Guardian, Peter Bradshaw, apontou que "mais uma vez, o autor português Miguel Gomes entrega um filme em que a mais complexa sofisticação convive com a inocência e o charme".
Inácio Araújo, em sua crítica para a Folha de S. Paulo, afirmou que "inteligência e talento [o filme] tem de sobra", dando-lhe quatro de cinco estrelas. Luiza Meireles, para o portal brasileiro Metrópoles, opinou que Grand Tour é "um filme que é tão intelectualmente estimulante quanto visualmente encantador", embora pontue que "às vezes, o ritmo do filme se arrasta, e alguns segmentos parecem mais atraentes do que outros".

### Prêmios e indicações
O filme teve sua primeira exibição na competição oficial da 77.ª edição do Festival de Cinema de Cannes, onde seu realizador, Miguel Gomes, foi premiado como Melhor Diretor. No Festival Internacional de Cinema de Chicago, Miguel Gomes foi galardoado com o Hugo de Prata de Melhor Realização, com o filme ainda conquistando o prêmio de Melhor Edição, entregue a Telmo Churro e Pedro Filipe Marques.
Grand Tour foi selecionado pela Academia Portuguesa de Cinema como candidato de Portugal a uma nomeação ao Óscar. Todavia, o filme não foi nomeado pela Academia de Artes e Ciências Cinematográficas para competir à estatueta, numa edição em que o cinema lusófono saiu vencedor, com o longa brasileiro Ainda Estou Aqui.
Em âmbito doméstico, o longa recebeu os prêmios Sophia de Melhor Filme e Melhor Realização.